# Doukhovchtchina
Doukhovchtchina (en russe : Духовщина) est une ville de l'oblast de Smolensk, en Russie, et le centre administratif du raïon Doukhovchtchinski. Sa population s'élevait à 4 117 habitants en 2014.

## Géographie
Doukhovchtchina est arrosée par la rivière Vostitsa et se trouve à 51 km au nord-est de Smolensk et à 335 km à l'ouest-sud-ouest de Moscou.

## Histoire
Doukhovchtchina grandit autour du monastère Doukhov (Saint-Esprit), construit au XIIIe siècle, et acquiert le statut de ville en 1777.
Durant la Seconde Guerre mondiale, Doukhovchtchina fut occupée par l'Allemagne nazie le 15 juillet 1941 et libérée le 19 septembre 1943 par le front de Kalinine de l'Armée rouge, au cours de l'opération Demidov-Doukhovchtchina. La ville fut gravement endommagée par les combats.
En 1939, la ville comptait une population juive de 102 membres. À la suite de l'occupation allemande, les membres de la communauté juive sont contraints aux travaux forcés et enfermés dans un ghetto. Au cours de l'été 1942, 300 juifs seront assassinés dans des exécutions de masse perpétrées par un Einsatzgruppen.

## Population
Recensements (*) ou estimations de la population
| 1856  | 1897* | 1926* | 1931  | 1939* |
| ----- | ----- | ----- | ----- | ----- |
| 2 700 | 3 109 | 2 896 | 2 700 | 3 900 |

| 1959* | 1970* | 1979* | 1989* | 2002* |
| ----- | ----- | ----- | ----- | ----- |
| 3 293 | 4 420 | 5 114 | 5 747 | 4 683 |

| 2006  | 2010* | 2012  | 2013  | 2014  |
| ----- | ----- | ----- | ----- | ----- |
| 4 389 | 4 371 | 4 225 | 4 100 | 4 117 |